# Vladimír Vačkář
Vladimír Vačkář (ur. 6 lutego 1949 w Prostějovie) – czechosłowacki kolarz torowy, sześciokrotny medalista mistrzostw świata.

## Kariera
W 1972 roku Vladimír Vačkář wystartował na igrzyskach olimpijskich w Monachium, gdzie odpadł w eliminacjach sprintu indywidualnego. Rok później, podczas mistrzostw świata w San Sebastián wspólnie z Miroslavem Vymazalem zdobył złoty medal w wyścigu tandemów. Reprezentanci Czechosłowacji w tym składzie zwyciężyli również na: MŚ w Montrealu (1974), MŚ w San Cristóbal (1977) oraz MŚ w Monachium (1978). Ponadto na rozgrywanych w 1975 roku mistrzostwach świata w Liège zdobyli srebrny medal, a podczas mistrzostw świata w Amsterdamie w 1979 roku zajęli trzecie miejsce.